# Corethamnium chocoensis
Corethamnium es un género botánico monotípico perteneciente a la familia Asteraceae. Su única especie: Corethamnium chocoensis es originaria de Sudamérica.

## Descripción
Las plantas de este género sólo tienen disco (sin rayos florales) y los pétalos son de color blanco, ligeramente amarillento blanco, rosa o morado (nunca de un completo color amarillo).

## Distribución
Se distribuyen por Colombia.

## Taxonomía
Corethamnium chocoensis fue descrita por   R.M.King & H.Rob.  y publicado en Phytologia 39: 55. 1978.